# 施梅里孔

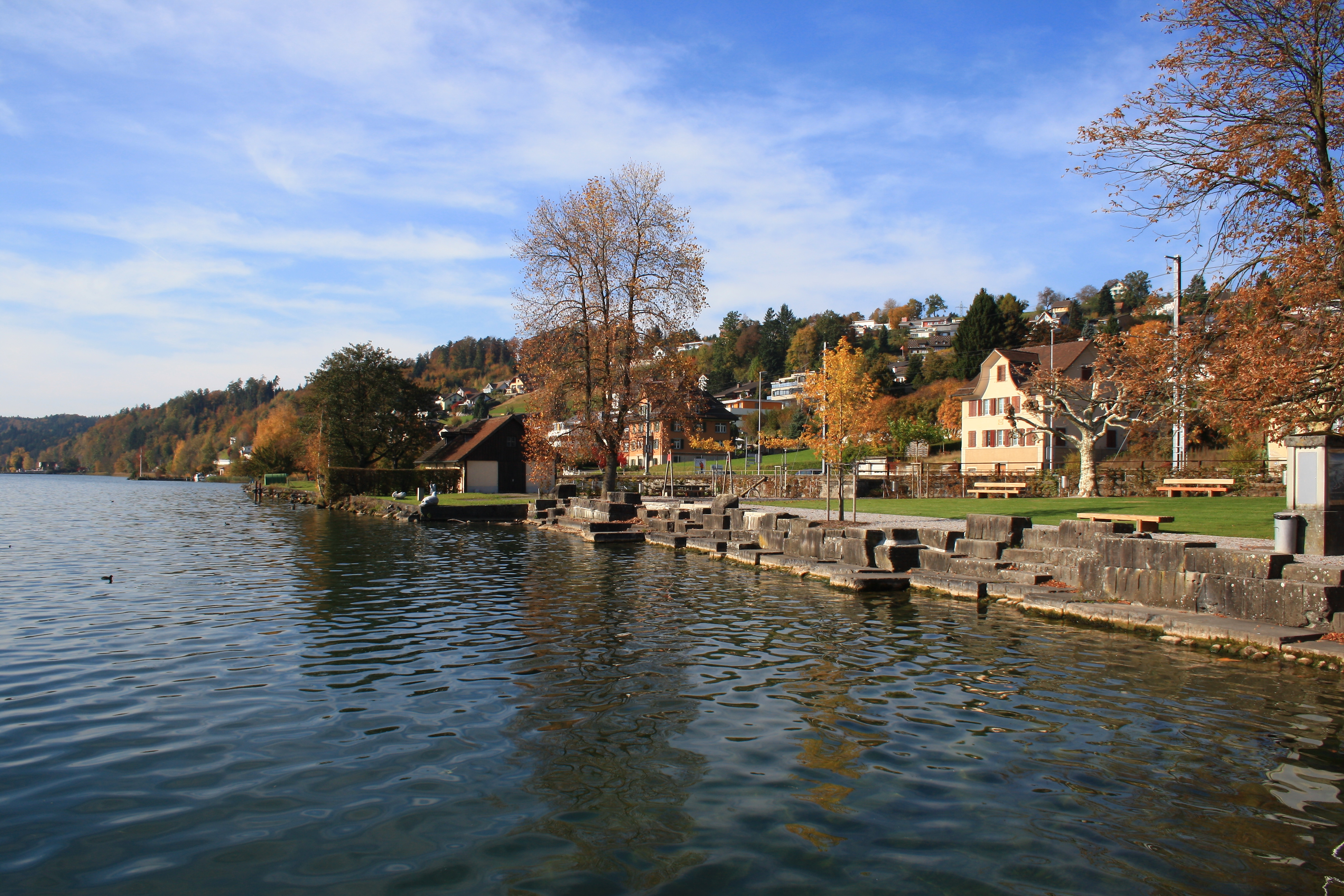

施梅里孔是瑞士的城鎮，位於該國東北部，由聖加侖州負責管轄，面積4.14平方公里，海拔高度408米，2011年人口3,456，六成半人口信奉羅馬天主教，人口密度每平方公里835人。

## 外部連結
- Official Page （页面存档备份，存于） (German)